# John Carver Meadows Frost
John Carver Meadows Frost (1915, Walton-on-Thames, Anglie – 9. října 1979, Auckland, Nový Zéland) známý pod přezdívkou „Jack“ Frost byl britský letecký konstruktér. Jeho hlavním příspěvkem v oblasti letectví byl průkopnický vývoj experimentálního britského nadzvukového stroje a jako hlavní konstruktér se podílel na vývoji prvního kanadského proudového stíhacího letounu, kterým byl Avro Canada CF-100. Rovněž byl hnací silou projektů společnosti Avro Canada, které se týkaly strojů s kolmým startem a přistáním (VTOL), které měly tvar „létajících talířů“.

## Mládí
John Frost se narodil ve Walton-on-Thames poblíž Londýna v roce 1915 a již v mládí prokázal nadání pro vědu, když školu Sv. Edwarda v Oxfordu absolvoval s vyznamenáním v oborech matematika, chemie a fyzika. Do světa letectví vstoupil ještě jako adolescent, když jej na počátku 30. let 20. století vzal jeho učitel latiny A. Maitland Emmet do letounu Bristol Fighter.

## Kariéra v letectví

### První návrhy
Frost začal svou kariéru v letectví ve 30. letech 20. století jako učeň ve společnosti Airspeed Ltd. Poté pracoval pro společnosti Miles Aircraft, Westland Aircraft, Blackburn Aircraft a Slingsby Aviation. V roce 1937 Frost navrhoval trup pro novou stíhačku Westland Whirlwind. Ve společnosti Blackburn byl zapojen do návrhu a konstrukce jejich předválečného větrného tunelu. Když pracoval v letech 1939 – 1942 u společnosti Slingsby Sailplanes, potkal zde svou budoucí manželku Joan, která ve společnosti rovněž pracovala. Frost navrhl kluzák pro dopravu vojáků Slingsby Hengist, který měl být použit při invazi Spojenců do Francie. Kluzák však nebyl úspěšný a bylo postaveno jen několik kusů, přesto však návrh obsahoval některé zajímavé prvky, jako byl například gumový přistávací vak.

### de Havilland
Frostova práce začala stát za povšimnutí, když se připojil ke konstrukčnímu týmu společnosti de Havilland Aircraft Company, který se proslavil stavbou slavného stíhacího a bombardovacího letounu de Havilland Mosquito. Poté, co nastoupil v roce 1942 ke společnosti de Havilland, začal pracovat jako jeden z vedoucích členů týmu konstruktérů na letounu de Havilland Hornet, což byla stíhačka odvozená od letounu Mosquito. Pro tento letoun Frost navrhoval zcela novou konstrukci klapek. Později pracoval v týmu konstruktérů letounu D.H.100 Vampire, kde byl zodpovědný za konstrukci klapek, aerodynamických brzd a křidélek. Vampire byl druhým britským proudovým stíhacím letounem konvenční konstrukce navrženým v době 2. světové války.

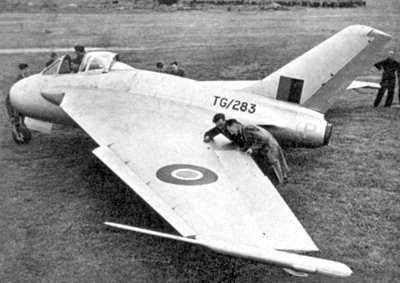
První postavený letoun DH. 108 (TG283).

#### de Havilland DH.108 Swallow
John Frost se následně velmi aktivně zapojil do vývoje nových letounů, které byly v té době aktuální – proudové nadzvukové letouny se zkosenými křídly a bez vodorovných ocasních ploch. Letecký konstruktér a zakladatel společnosti Sir Geoffrey de Havilland v té době již zahájil vývoj letounu D.H.106 Comet a uvažoval o použití této moderní konstrukce i na tomto prvním civilním dopravním letounu. Jako projektový inženýr letounu DH 108 s týmem čítající jen 8-10 projektantů a inženýrů John Frost vytvořil pozoruhodné letadlo, které se skládalo z přední části trupu letounu de Havilland Vampire, šípovitých křídel a krátké svislé ocasní plochy, a které se stalo prvním britským proudovým letounem se zkosenými křídly s neoficiálním jménem „Swallow“ (Vlaštovka). Elegantní experimentální stroj DH 108 měl sloužit jako testovací letoun pro odhalení příčin problémů se stabilitou a ovládáním nového dopravního letounu D.H.106 Comet.
D.H.108 poprvé vzlétnul 15. května 1946, pouhých 8 měsíců poté, co Frost dostal souhlas se zahájením projektu. Zkušební pilot společnosti a syn zakladatele Geoffrey de Havilland Jr. létal se všemi třemi vyrobenými stroji a zjistil, že jsou velice rychlé. Rychlé natolik, že se s nimi chtěl pokusit o světový rychlostní rekord. 27. září 1946 během zkoušek na pokus o světový rekord se však letoun ve vzduchu rozpadl vlivem namáhání a pilot Geoffrey de Havilland Jr. zahynul.
Avšak 12. dubna 1948 další letoun D.H.108 stanovil nový světový rychlostní rekord 974 km/h a později se stal prvním britským proudovým letounem, který překonal rychlost zvuku, když při střemhlavém letu 9. září 1948 na okamžik překonal rychlost zvuku. Bohužel i zbylé dva prototypy letounu ukončily svou službu tragickou havárií.

## Avro Canada
Krátce po dokončení projektu „Vlaštovky“ se Frost nechal přesvědčit v roce 1947 k přesunu do Kanady, kde nastoupil do služeb společnosti A.V. Roe Canada (Avro Canada). Byla to pro něho ideální příležitost – byl zde příslib nadějného projektu a měl šanci uniknout z depresivních podmínek, které panovaly v poválečné Británii. V té době jeho žena Joan žila v severní Anglii, zatímco Frost pracoval v Hatfieldu poblíž Londýna. Během svého působení ve společnosti de Havilland Frost prosazoval řadu unikátních myšlenek. Mezi ně patřil například vrtulník poháněný vpřed proudovými motory – hybrid mezi vrtulníkem a letadlem, který je známý pod označením gyrodyn. Ve svém výzkumu pokračoval i soukromě se skupinou přátel, ke které patřil i inženýr T. Desmond Earl, a který pro Frosta vyráběl zmenšené modely k ověření jeho teorií. Krátce po příjezdu Frosta do Kanady, se k němu v novém působišti připojil i Earl a zůstal jeho „pravou rukou“ po celou dobu jeho působení v Kanadě.

### XC-100 / CF-100 Canuck
14. června 1947 John Frost přijel do zařízení společnosti Avro Canada v Maltonu v Ontariu i se svou manželkou, aby se ujal projektu nového přepadového stíhače pod označením XC-100. Po vývoji v délce 18 měsíců byla vytvořena maketa nového stroje. Frost se rozhodl změnit dosavadní konstrukci letounu, který byl vyvíjen již před jeho příchodem, čím se okamžitě dostal do konfliktu s vedoucím společnosti přes aerodynamiku Jimem Chamberlinem. Ačkoliv původně uvažoval o šípovitých křídlech, měl prototyp letounu (nyní již označovaný CF-100 Canuck) rovná křídla s dvojicí motorů. Verze se zkosenými křídly následovala v prosinci 1950 a byla označena CF-103. Tato verze, která měla být schopna i nadzvukového letu, se však nedostala z fáze makety. Ačkoliv měl prototyp letounu CF-100 po úpravách mnohem elegantnější tvar, Frost nebyl s návrhem stále spokojen. Jednou poznamenal: „Byla to nemotorná věc. Vše hrubou silou.“

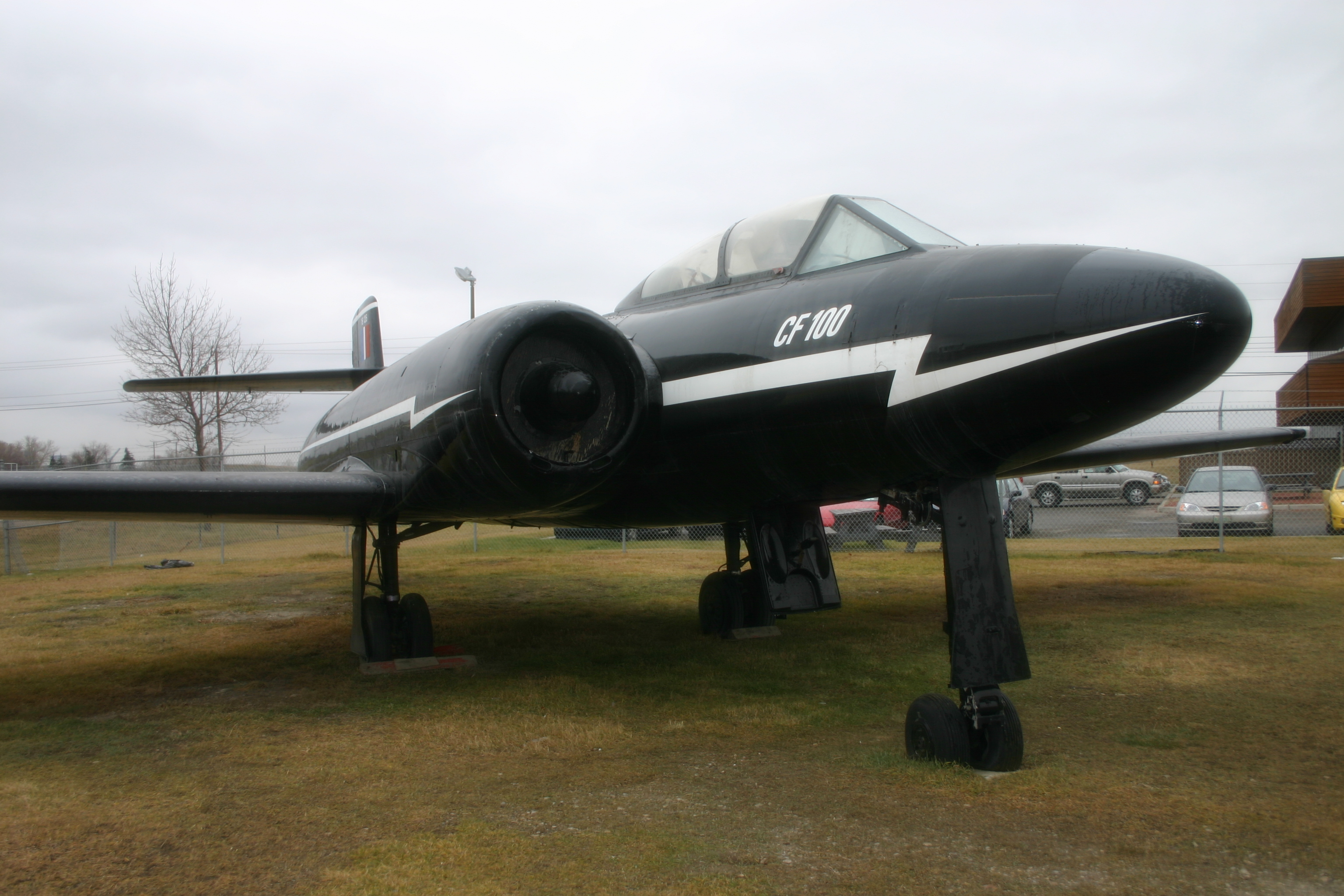
Letoun CF-100 Mk.3 v barvách prototypu stroje vystavený v Aero Space Museum of Calgary.

Hlavní zkušební pilot společnosti Gloster Bill Waterton často létal s Frostem na druhém sedadle. Pro zkušebního pilota to bylo něco velmi neobvyklého. Řekl: „(Frost byl)… typ velmi horlivého anglického školáka. To byl další nádherný kontrast proti Anglii, kde jsem nikdy nebyl schopen najít konstruktéra s dostatkem volného času létat v jeho vlastních návrzích.“ Frost považoval za důležité získat cit pro určité letadlo a jeho systémy. Dokonce i testoval na sobě vystřelovací sedadlo letounu CF-100.
První lety ukázaly, že letoun má velký potenciál, ale také odhalily potenciální nebezpečnou vadu v konstrukci křídla. Frost byl také obviňován za zpoždění ve vývoji letounu CF-100, a proto byl na počátku roku 1952 z projektu odvolán.

### Skupina zvláštních projektů
Frost poté předložil návrh, aby společnost Avro zahájila experimentální projekt založený na stroji s kolmým startem a přistáním. John se neoddával nějakému svému osobnímu rozmaru. Myšlenka na stroj podobný létajícímu talíři byla tenkrát stejně vzrušující, jako tomu je dnes. Frost považoval klasické letouny za aerodynamicky velice neefektivní.
Krátce po ustanovení Frostovy skupiny pro zvláštní projekty (Special Projects Group) v roce 1952, zahájila tato skupina studii (zatím jen na papíře) plochého motoru – tryskové turbíny, která měla všechny hlavní součásti uspořádány v kruhu. Od samého počátku byla činnost skupiny zvláštních projektů považována za přísně tajnou. Skupina měla ostrahu, uzavřené prostory a přístupové karty, což byly nezbytné doplňky přísně tajné činnosti. V takto odloučeném pracovišti se John Frost obklopil skupinou podobně smýšlejících snílků a inženýrů. Oficiálně byl sice jejich vedoucím Frost, ale ve skutečnosti to byla velká skupina úzce spolupracujících kolegů.

#### Projekt Y

Maketa Projektu Y asi v roce 1954.

Frost prováděl výzkum tzv. „Coandova efektu“, který potvrdil, že by mohl být navržen stroj využívající tohoto jevu k vertikálnímu startu i přistání. Frost pokračoval v dalších studiích, které nakonec vedly k získání amerického patentu „Aircraft Propulsion and Control“ (Pohon a ovládání letadel).
V roce 1952 „Projekt Y“, což měl být stíhač ve tvaru „rýče“ poháněný Frostovým převratným plochým motorem, dospěl do stádia vyrobené makety. V roce 1953 však měla společnost jen něco málo víc než dřevěnou maketu, papírové nákresy a sliby, že nemalé finanční prostředky nebyly utraceny zbytečně. Na projekt se začalo pohlížet více kriticky. Není proto divu, že když vláda přestala vyčleňovat fondy na obranný výzkum, byl projekt pozastaven.

#### Připojení Američanů: Projekt Y-2 / Weapon System 606A / VZ-9-AV Avrocar

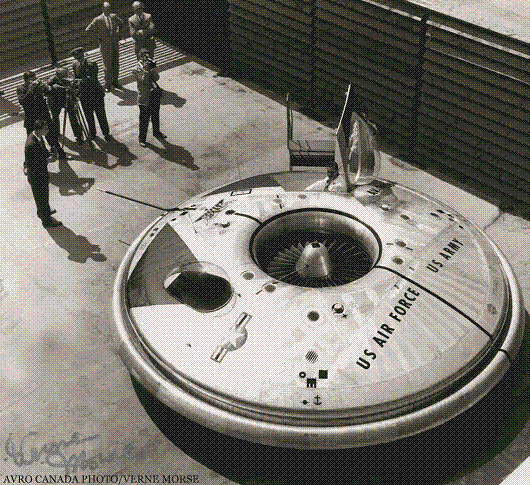
Avro VZ-9-AV Avrocar.

Frostovy pozdější myšlenky se však i nadále točily kolem „létajících talířů“ ve tvaru disku či talíře, což vyústilo v řadu patentů ve Velké Británii, USA a Kanadě, které se týkaly unikátních řešení pohonu, ovládání a stabilizačních systémů letounů. Frost pokračoval v prosazování projektu, který nazýval „Y-2“ a dosáhl pozoruhodného průlomu tím, že projekt představil ve Spojených státech amerických. S prostředky od Američanů byl Frost schopen pokračovat ve svých výzkumech. Od roku 1955 do roku 1959 tým se konstruktérů soustředil na novou studii nadzvukového VTOL stroje, který byl známý pod označením „Weapon System 606A“. Avro Canada tým i nadále podporovala skrze přidružený soukromý program PV-704, který vyústil v konstrukci zkušebního stroje v roce 1957.
Testovací nadzvukový model PV-704 byl poháněn šesti proudovými motory Armstrong Siddeley Viper pohánějící centrální rotor. Testovací model byl nakonec opuštěn ve prospěch jediného stroje, který se v rámci Skupiny zvláštních projektů Avro dostal až do fáze funkčních prototypů – Avro Canada VZ-9-AV Avrocar. Byly postaveny dva prototypy, které byly testovány ve větrném tunelu NASA a následovaly testy, kdy se letoun ovládaný pilotem pohyboval několik desítek centimetrů nad zemí. Tyto testy odhalily problémy se stabilitou a nedostatečný výkon stroje. Předtím než mohly být provedeny potřebné změny, bylo ukončeno financování projektu, a tak byl program v roce 1961 ukončen.

## Nový Zéland
Po ukončení projektu Avrocar opustil na počátku roku 1962 John Frost společnost A.V. Roe Canada. V návaznosti na zrušení stěžejního programu na vývoj moderního stíhacího letounu CF-105 Arrow kanadskou vládou, nebyla společnost Avro Canada schopna přežít, a proto byla její činnost ukončena 30. dubna 1962. Podobně jako mnoho jiných bývalých zaměstnanců společnosti A.V. Roe Canada, i John Frost zahájil po odchodu z firmy novou kariéru. V roce 1964 odešel z Kanady na Nový Zéland, kde se stal opět součástí leteckého průmyslu. Nejprve působil v civilním leteckém úřadu Nového Zélandu, kde působil v sekci kontroly letové způsobilosti a vedl certifikační proces letounu Waitomo PL-11 Airtruck, což bylo první komerční letadlo vyvinuté na Novém Zélandu. Během tohoto období Frost také navrhl Murray Air zemědělské letadlo.
Později v roce 1965 John Frost začal pracovat jako inženýr pro leteckou společnost Air New Zealand a v této pozici zůstal až do svého odchodu do důchodu v dubnu 1978. Toto období u Air New Zealand bylo naplněno intenzivní prací. Byl zodpovědný za všechny technické činnosti v rámci letecké společnosti se sídlem v Mangere, Nový Zéland. Unikátní zámky přidržující palety v nákladovém prostoru, klimatizační systémy nákladového prostoru, odpočinková sedadla pro posádku letounu – to jsou jen některé příklady jeho návrhů.
Po odchodu do důchodu, pokračovala jeho plodná mysl ve výzkumu v mnoha oblastech. Zapojil se do dalšího leteckého projektu, který měl za cíl navrhnout a postavit za pomoci studentů univerzity v Aucklandu letadlo poháněné lidskou silou. Prvního letu stroje označeného EMME 1 se však nedočkal.

## Smrt
John Frost zemřel na srdeční infarkt v Aucklandu na Novém Zélandu 9. října 1979 ve věku 63 let. Ale jeho poslední výtvor přesto vzlétnul, i když vlečený za autem. EMME 1 patří nyní do sbírek Muzea dopravy a technologie v Aucklandu.